# زندگی یک قمار است (فیلم ۱۹۹۲)
زندگی یک قمار است (به هندی: Zindagi Ek Juaa) فیلمی محصول سال ۱۹۹۲ و به کارگردانی پراکاش مهرا است. در این فیلم بازیگرانی همچون آنیل کاپور، مادهوری دیکشیت، انوپم کهیر، شاکتی کاپور، سورش اوبروی، آمریش پوری ایفای نقش کرده‌اند.